# Nehemías 10

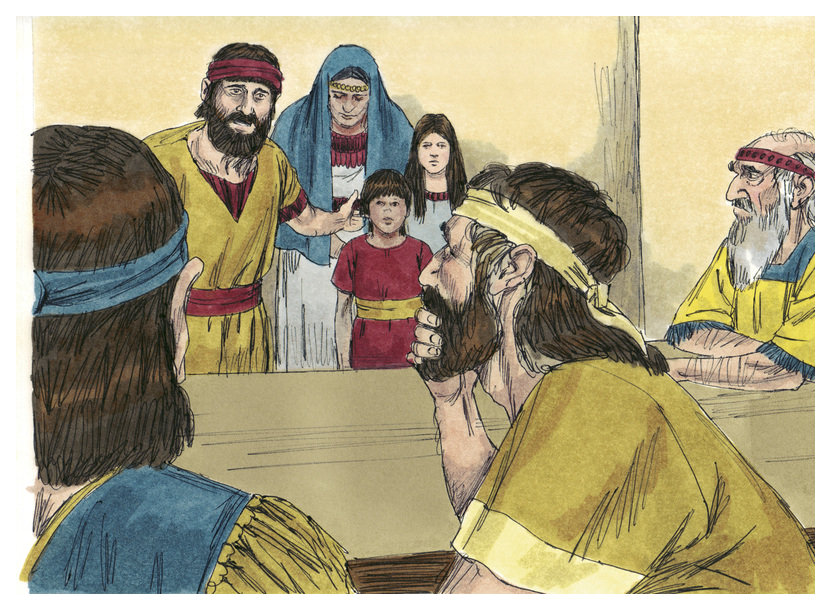
Discussing the issue of intermarriage. Illustration of Book of Ezra/Nehemiah. Biblical illustrations by Jim Padgett

Nehemías 10 es el décimo capítulo del Libro de Nehemías del Antiguo Testamento de la Biblia cristiana, o el capítulo 11 del libro de Esdras-Nehemías en la Biblia hebrea, que trata el libro de Esdras y el libro de Nehemías como un solo libro. La tradición judía afirma que Esdras es el autor de Esdras-Nehemías, así como del Libros de las Crónicas, pero los eruditos modernos generalmente aceptan que un compilador del siglo V a. C. (el llamado «Cronista») es el autor final de estos libros. El capítulo contiene la lista de los firmantes del compromiso del pueblo y la parte posterior trata de los matrimonios mixtos con los no judíos entre el «pueblo de la tierra» (paralelo a Esdras 10), puntuado con el compromiso de separarse de los «extranjeros».

## Texto
El texto original de este capítulo está en lengua hebrea. En los textos de la Biblia en inglés este capítulo está dividido en 39 versículos, pero 40 versículos en la Biblia hebrea, debido a una numeración de versículos diferente, como se indica a continuación:
| Texto español | Texto hebreo |
| ------------- | ------------ |
| 9:38          | 10:1         |
| 10:1–39       | 10:2–40      |

Este artículo sigue, en general, la numeración común de las versiones de la Biblia en inglés cristiano, con notas sobre la numeración de las versiones de la Biblia en hebreo.

### Testigos textuales
Algunos de los primeros manuscritos que contienen el texto de este capítulo en Hebreo son del Texto Masorético, entre los que se incluye el Codex Leningradensis (1008).
También existe una traducción al griego koiné conocida como Septuaginta, realizada en los últimos siglos a. C.. Los manuscritos antiguos existentes de la versión Septuaginta incluyen el Codex Vaticanus (B; {\displaystyle {\mathfrak {G}}}B; siglo IV), el Codex Sinaiticus (S; BHK: {\displaystyle {\mathfrak {G}}}S; siglo IV), y Codex Alexandrinus (A; {\displaystyle {\mathfrak {G}}}A; siglo V).

## Los líderes sellan la promesa (10:1-27)
Después del primer sello de Nehemías, el gobernador (versículo 1a), el registro se ordena cuidadosamente con tres listas de signatarios: los sacerdotes (10:1b-8), los levitas (10:9-13) y los jefes del pueblo (10:14-27).  Esdras, el sacerdote, que ha desempeñado un papel destacado en la narración de los capítulos 8 y 9, no se menciona en este capítulo.

### Versículo 1
Ahora, los que pusieron su sello en el documento fueron:
Nehemías, el gobernador, hijo de Jalalías, y 
Sedecías,
- «Gobernador»: hebreo: «Tirshatha». Ref. [a] en Nehemías 10:1 en la NKJV. Nehemías era el gobernador de Yehud Medinata, o la provincia de Judá, dentro del Imperio aqueménida persa.

### Versículo 3
Pasur, Amarias, Malquías,
- «Malaquías»: el nombre del quinto de los «24 turnos sacerdotales» en 1 Crónicas 24.[14] Este nombre aparece en una inscripción en piedra que se encontró en 1970 en una columna parcialmente enterrada en una mezquita, en la aldea yemení de Bayt al-Ḥaḍir, entre los diez nombres de los barrios sacerdotales y sus respectivas ciudades y aldeas. Esta «inscripción yemení» es la lista de nombres de este tipo más larga jamás descubierta hasta la fecha. Los nombres legibles en la columna de piedra descubierta por Walter W. Müller.[15]

### Versículo 5
Harim, Meremoth, Abdías,
- «Harim»: el nombre del tercero de los «24 Turnos sacerdotales» en 1 Crónicas 24 (cf. Nehemías 12:15, posiblemente «Rehum» en Nehemías 12:3).[14] Un fragmento de los Rollos del Mar Muerto (4Q325; «Mishmarot D») menciona:

El comienzo del [segundo] mes es [el sexto] [día] del curso de Jedaiah. El segundo día del mes es el sábado del curso de Harim....

### Versículo 7
Meshullam, Abijah, Mijamin,
- «Abijah»: el nombre del octavo de los «24 Turnos sacerdotales» en 1 Crónicas 24 (cf. Nehemías 12:4, Nehemías 12:17).[14] Zacarías, el padre de Juan el Bautista, era miembro de esta división (Lucas 1:5; también escrito como «Abia»).[14] Este nombre aparece en la «Inscripción yemení», encontrada en 1970 en la aldea yemení de Bayt al-Ḥaḍir, entre los diez nombres de los barrios sacerdotales y sus respectivas ciudades y aldeas (cf. Versículo 3 «Malquías»).[15]
- «Mijamin»: del hebreo מִיָּמִ֖ן; el nombre del sexto de los «24 Turnos sacerdotales» en 1 Crónicas 24 (deletreado como מִיָּמִ֥ין en Nehemías 12:4).[14] Este nombre aparece en la «Inscripción yemení», encontrada en 1970 en la aldea yemení de Bayt al-Ḥaḍir, entre los diez nombres de los barrios sacerdotales y sus respectivas ciudades y aldeas (cf. Versículo 3 «Malquías»).[15] Se escribe como «Minjamin» (מִ֨נְיָמִ֔ין) en Nehemías 12:17.[19]

### Versículo 8
Maaziah, Bilgai, Shemaiah: estos eran los sacerdotes.
- «Maaziah»: El nombre de la vigésimo cuarto de «24 Turnos sacerdotales» en 1 Crónicas 24 (probablemente «Maadiah» en Nehemías 12:5[21]).[14]
- «Bilgai»: escrito como «Bilgah» en Nehemías 12:5; el nombre de la decimoquinta de «24 divisiones sacerdotales» en 1 Crónicas 24.[14]

## Estipulaciones de la promesa (10:28-39)
La promesa contiene la afirmación general que involucra a toda la comunidad (versículos 28-29; cf. Esdras 9-Esdras 10) y obligaciones particulares «que se impusieron a sí mismos» (versículos 30-39), en relación con los matrimonios mixtos (versículo 30), el sábado y el año sabático (versículo 31), y la provisión para el mantenimiento del Templo y del clero (versículos 32–Nehemías 10:39). La redacción se remonta al Libro del Deuteronomio, como «caminar en la ley de Dios» (cf. Deuteronomio 8:6) y «observar y cumplir todos los mandamientos» (cf. Deuteronomio 28:15). 

### Versículo 29
Estos se unieron a sus hermanos, sus nobles, y se comprometieron con una maldición y un juramento a caminar en la Ley de Dios, que fue dada por Moisés, el siervo de Dios, y a observar y cumplir todos los mandamientos del Señor nuestro Señor, y Sus ordenanzas y Sus estatutos.
La «maldición» es la pena que invocaban si eran infieles al pacto, el «juramento» es la obligación solemne de un deber que prometieron cumplir: el juramento recuerda la redacción de Deuteronomio 29:12, «entrar en pacto con el Señor tu Dios, y en Su juramento, que el Señor tu Dios hace contigo hoy».

### Versículo 32
También nos impusimos la obligación de contribuir cada año con la tercera parte de un siclo para el servicio de la casa de nuestro Dios».
- «Hizo ordenanzas para nosotros»: hebreo «causar que se mantengan sobre nosotros», NET Bible: «aceptar la responsabilidad de cumplir los mandamientos».[27]
- «Cargarnos»: el MT hebreo dice «dar sobre nosotros», pero el término עָלֵינוּ («ʿalenu», «sobre nosotros») no se encuentra en algunos manuscritos hebreos medievales, en la Peshitta siríaca ni en la Vulgata; NET Bible: «dar».[28]
- «Shekel»: era aproximadamente 2/5 onzas o 11 gramos.[29]
- «Casa» (como en hebreo): se refiere al «templo» (también en 33, 34, 35, 36, 37, 38, 39 KJV).[30]

## Lecturas complementarias
- Blenkinsopp, Joseph, "Ezra-Nehemiah: A Commentary" (Eerdmans, 1988)
- Blenkinsopp, Joseph, "Judaism, the first phase" (Eerdmans, 2009)
- Coggins, R.J., "The Books of Ezra and Nehemiah" (Cambridge University Press, 1976)
- Ecker, Ronald L., "Ezra and Nehemiah", Ecker's Biblical Web Pages, 2007.
- Grabbe, L.L., "Ezra-Nehemiah" (Routledge, 1998)
- Grabbe, L.L., "A history of the Jews and Judaism in the Second Temple Period, Volume 1" (T&T Clark, 2004)
- Throntveit, Mark A. (1992) "Ezra-Nehemiah". John Knox Press